# Proosdij van Sint-Donaas in Brugge
De proosdij van de Sint-Donaaskerk te Brugge (vanaf 1560 de Sint-Donaaskathedraal), die leiding gaf aan het kapittel van kanunniken in die kerk, bestaat sinds minstens het begin van de elfde eeuw.

## De aartsdekenij Brugge
Brugge en zijn ommeland, onderdeel van het graafschap Vlaanderen, behoorden van in de Merovingische tijd tot het bisdom Doornik, binnen de kerkprovincie Reims.
Vanaf 1146 werd het bisdom in twee aartsdiakenijen verdeeld, een voor het Franstalige gebied, een voor het Dietssprekende gedeelte. Vanaf de opsplitsing van de aartsdekenijen tussen 1228 en 1279, bestond er een afzonderlijke aartsdekenij voor Brugge, verre voorafbeelding van wat het bisdom Brugge zou worden. De aartsdiaken die hiervoor werd aangesteld kon men als een soort 'hulpbisschop' voor Brugge beschouwen, hoewel hij meestal, als lid van het kathedraalkapittel, in Doornik verbleef. Wel was er een vicaris ter plaatse, die onder meer toezicht op de kloosters hield. De aartsdekenij Brugge werd met de tijd verdeeld in drie dekenijen: Brugge, Oudenburg en Aardenburg.
Vanaf minstens 1294 waren er in het bisdom Doornik ook hulpbisschoppen. De hulpbisschop kwam af en toe naar Brugge om er wijdingen toe te dienen (priesterwijdingen, wijding van kerken, kloosters, bidplaatsen of kerkhoven) of om plechtigheden bij te wonen, zoals de Heilig Bloedprocessie. Hij logeerde dan ofwel in de bisschoppelijke residentie in de Dweersstraat, ofwel in een klooster. Dit gebeurde echter maar af en toe en betekent niet dat de hulpbisschop, een de facto bisschop van Brugge zou zijn geweest.

## De proosten van Sint-Donaas
In Brugge bestonden een paar collegiale kerken die over een kapittel van kanunniken beschikten. De Sint-Donaaskerk (uiteraard nog geen kathedraal) was de voornaamste en zeer waarschijnlijk de oudste. Vanaf de tiende eeuw was er een 'gemeenschap' van clerici, waar weinig of niets over geweten is. Het eerste authentiek document, zonder jaartal, dat hierover tot ons is gekomen dateert uit de jaren 1055-1067. Op 31 oktober 1089 bekrachtigde graaf Robrecht II van Vlaanderen, in naam van zijn vader Robrecht I van Vlaanderen, genaamd Robrecht de Fries, de rechten en erkende hij de bezittingen van het kapittel van Sint-Donaas, dat eerst uit twaalf en stilaan uit 31 kanunniken bestond. Deze bekrachtiging bevestigt dat proost en kapittel al vroeger bestonden, maar over de datum van oorsprong bestaan geen gegevens. De paus deed ook zijn inbreng door aan de Sint-Donaaskerk in hetzelfde jaar het statuut van parochiekerk te verlenen. De eerste naam (voornaam eigenlijk) van een proost komt voor in 1046.
Voor de geestelijke materies werd de proost bijgestaan door enkele hiervoor aangestelde kanunniken, waarvan de belangrijkste de deken was. Dit was wel zeer nodig, want heel wat van de voor het Brugse kapittel benoemde proosten waren nooit daadwerkelijk aanwezig in hun Brugse kerk en residentie. De zielzorg nam nog toe toen Sint-Donaas tot parochiekerk was verheven.
Waar de proost wel invloed op had, ook als hij niet aanwezig was, was op de toekenning van de kanunnikprebenden, waar altijd nogal wat kandidaten voor waren. In principe besliste de proost eigenmachtig aan wie hij een prebende toekende, maar in de praktijk was hij natuurlijk wel onderhevig aan de drukking van zowel geestelijke als burgerlijke gezagdragers, vooral dan van de paus en van de graaf van Vlaanderen.
Daarnaast was de proost ook de feodale heer die de leiding had over de uitgestrekte gebieden, binnen en buiten Brugge die als 'het Proosse' en 'het Kanunnikse' bekendstonden. Voor de ambtelijke en gerechtelijke leiding van hun grondgebied, konden de proost en de deken rekenen op een uitgebreid bestuur, vergelijkbaar met dat van de stad Brugge en van het Brugse Vrije.
De voornaamste betekenis van deze begeerde kerkelijke functie was het prestige en de inkomsten die aan de bekleder ervan ten goede kwamen. Dit prestige werd dan nog bijkomend in de verf gezet door de strijd die de pausen (vooral die van Avignon) en de graven van Vlaanderen en hertogen van Bourgondië voerden, om het laatste woord te hebben bij de benoeming van een proost.
Vanaf de elfde eeuw was er ook een deken van het kapittel, tweede in bevel na de proost. In de praktijk was hij een belangrijke gezagdrager, enerzijds omdat de proost als kanselier en zegelbewaarder de graaf van Vlaanderen moest volgen, anderzijds omdat het proostschap in stijgende mate als politieke munt diende en de aangestelde proosten weinig of niet in Brugge resideerden, soms zelfs niet eens priester waren.

## Kanselier van Vlaanderen
Op dezelfde 31 oktober 1089 waarop hij de rechten en de privileges van de proost en het kapittel van Sint-Donaas bevestigde, stelde de graaf van Vlaanderen de proost van Sint-Donaas ook aan als kanselier van Vlaanderen en algemeen ontvanger van de grafelijke inkomsten. Robrecht I de Fries was nog graaf van Vlaanderen maar was vaak op pelgrimstocht, zodat zijn zoon Robrecht II van Jeruzalem in grote mate de macht uitoefende. Zo was het ook hij die deze oorkonde, namens zijn vader, ondertekende.
Door deze oorkonde werd het ambt van kanselier van Vlaanderen bestendig verbonden aan dat van de proost van Sint-Donaas. De voorwaarde was dat de graaf voortaan zijn goedkeuring moest hechten aan de benoeming van de proost die door het kapittel werd verkozen. De toegekende titel luidde: perpetuus et haereditarius Flandriae cancellarius. De proost oefende tijdens de eerste paar eeuwen effectief het ambt van kanselier en zegelbewaarder uit. De bevoegdheid hield in dat hij ontvanger was van de inkomsten van het graafschap en de leiding had over de 'notarii', de 'capellani' en de 'clerici' van het grafelijk hof. Hij was met andere woorden de hoofdambtenaar of, als men het wat politieker wil stellen, de 'eerste minister' van de graaf.
Na verloop van jaren kwam er wijziging. In 1323 was de jonge graaf Lodewijk II van Nevers de eerste om onder zijn raadsheren iemand de titel en het ambt van kanselier te geven. Willem d'Auxonne tooide zich met die titel en gedroeg zich als een invloedrijk en machtig man. In 1336 werd hij bisschop van Kamerijk. De erfelijke kanselier en proost van Sint-Donaas, Ottobon de Caretto, deemsterde weg. De proost-kanselier was vaak iemand die niet in Brugge resideerde of die onbekwaam was voor de functie. De administratie van de graaf was, zoals dit voor de meeste prinselijke en koninklijke ambtenarijen het geval was, ambulant. De graaf moest er kunnen op rekenen dat zijn kanselier hem volgde en onder meer de zegelmatrijzen beschikbaar had waar hij zorg voor droeg en die moesten worden aangewend om de zegels te vervaardigen die de grafelijke beslissingen waarmerkten. Het werd dan ook van lieverlede een erefunctie, terwijl de reële functie werd uitgeoefend door een jurist die vanaf 1323 ook de titel kanselier droeg en uitsluitend door de graaf was benoemd. De grafelijke kanselier, uitsluitend bevoegd voor het graafschap Vlaanderen, bleef slechts een halve eeuw in functie, want hij werd weldra vervangen door een Bourgondische kanselier die gezag uitoefende over het geheel van de staten die tot het Bourgondische rijk behoorden. Dit belette trouwens niet dat, als het over de zaken van het graafschap Vlaanderen ging, de Brugse proost-kanselier nog tot in de 16de eeuw zijn handtekening op oorkonden plaatste, samen met de monarch.
Dat de graaf zijn eigen administratie en gezagdragers het liefst los van de kerkelijke hiërarchie wilde, vond ook nog zijn reden in het feit dat de paus van Rome zich van langsom méér met de benoeming van de proosten ging bemoeien. Hij was van mening dat hij hierover het laatste woord moest hebben, maar de graaf vond dat al evenzeer. De paus begon eigenmachtig proosten te benoemen, wat dan niet in goede aarde viel bij de leden van het kapittel en zeker niet bij de graaf. Soms hield de paus de aanstelling van verkozen proosten tegen, omdat het niet zijn kandidaat was. Soms beloofde hij al het ambt aan een van zijn curieleden, lang voor het beschikbaar kwam. Eénmaal werd de benoeming de inzet van een heuse strijd, want toen in 1295 de paus zijn zin niet kreeg, sprak hij het interdict uit over het graafschap Vlaanderen, met andere woorden werden alle bewoners in de ban van de Kerk geslagen. Het belette niet dat de verkozen proost, met de steun van de graaf en van het kapittel, verder aan het roer bleef.

## De heerlijkheid van het Proosse
De Proosdij van Sint-Donaas was een kerkelijke heerlijkheid, die een aantal lenen bezat en die uit twee elkaar aanvullende maar afzonderlijke delen bestond: het 'Proosse' en het 'Kanunnikse'. De uitgestrektheid hiervan was aanzienlijk en vormde enclaves in niet minder dan negen kasselrijen. De bewoners van het grondgebied, die de 'nationaliteit' van de proosdij bezaten werden 'proostlaat' genoemd. Beide besturen ressorteerden onder de 'Wetachtige Kamer van Vlaanderen'.
De proost werd in de uitoefening van zijn wereldlijk ambt bijgestaan door 28 magistraten, redenaars genoemd. Ze bestuurden zowel de vierschaar of rechtbank als het leenhof dat op de talrijke lenen toekeek. De vierschaar had volledige rechtsbevoegdheid en kon alle zaken, ook de zwaarste, behandelen. Beroep kon enkel bij de Raad van Vlaanderen worden aangetekend. Naast het leenhof in Brugge werd gewerkt met vijf ondergeschikte leenhoven, die van de proosdijen van Sint-Donaas in Veurne, Kassel, Belle, Sint-Winoksbergen en Rijsel. Ook de schepenbanken van die proosdijen hingen af van de Brugse Proosdij. De redenaars waren tevens belast met de controle op de 'Spijker' in Brugge en alle betwistingen hieromtrent kwamen in eerste instantie bij hun vierschaar voor behandeling.

## De heerlijkheid van het Kanunnikse
Het Kanunnikse was een kerkelijke heerlijkheid, ondergeschikt aan het Proosse, die een aantal lenen bezat. Ze vormden enclaves in niet minder dan 28 verschillende parochies. De bewoners van het grondgebied, die de 'nationaliteit' van het Kanunnikse bezaten werden 'kanunniklaat' genoemd.
Het bestuur van het Kanunnikse was in handen van de deken van het kapittel als president en van vier kanunniken, hiervoor speciaal aangeduid.
Het had zijn eigen 'vierschaar', waar echter de criminele zaken, wat betreft uitspraak en uitvoering, aan de vierschaar van het Proosse werd overgelaten. Ook hier was beroep mogelijk bij de Raad van Vlaanderen.

## Van proost naar bisschop
Het hoeft niet te verwonderen dat de drie bevoegdheden van de proost: het kerkelijke en geestelijke bestuur - het beleid als feodale heer - het kanselierschap -, maakten dat hij een beetje als de plaatselijke 'bisschop' werd beschouwd en tegelijk een verre voorafbeelding was van wat veel later een 'eerste minister' zou zijn.
Toen het bisdom Brugge in 1559 gesticht werd, werden de functies zowel van proost van het kapittel als van erfelijk kanselier van Vlaanderen (met de eraan verbonden inkomsten) overgedragen aan de bisschop, zodat het ook om deze reden aanvaardbaar is de proosten van Sint-Donaas te beschouwen als de voorgangers van de bisschoppen van Brugge.

## Lijst van proosten van Sint Donaas in Brugge
(vanaf 1089 tevens erfachtig kanselier van Vlaanderen)
- Vanaf de stichting tot 1046
  - geen enkele naam van een proost bekend
- Benoemd onder graaf Boudewijn V van Rijsel
  - Wibert 1046
  - Boudewijn (proost) ca. 1066
- Benoemd onder graaf Boudewijn VI van Vlaanderen
  - Erchembert 1067
- Benoemd onder graaf Robrecht I de Fries
  - Renier of Renard 1080-1095
- Benoemd onder graaf Robrecht II van Jeruzalem
  - Lietbert ca. 1095 - 1096
  - Bertulf 1096-1127
- Benoemd onder graaf Willem van Normandië
  - Rodgerus 1127-1157
- Benoemd onder graaf Diederik van de Elzas
  - Petrus (proost) 1158-1163
  - Diedericus (proost) 1164-1169
- Benoemd onder graaf Filips van de Elzas
  - Robertus de Douva 1169-1174
  - Gerard van den Elzas ca. 1177-ca. 1207
- Benoemd onder gravin Johanna I van Constantinopel
  - Willem II van Dampierre 1208-1231
  - Franciscus van Maldegem 1232-1239
  - Filips I van Savoye 1240-1260
- Benoemd onder gravin Margaretha van Vlaanderen
  - Johannes I van Dampierre ca. 1260-1285
- Benoemd onder graaf Gwijde van Dampierre
  - Jan van Culant ca. 1285-1295
  - Leonardus de Flisco ca. 1295-1305
- Benoemd onder Robrecht III van Béthune
  - Ottobon de Carreto ca. 1317
- Benoemd onder graaf Lodewijk van Nevers
  - Henri van Culent 1333-1335
  - Pierre de Chambly 1335
  - Guy de Boulogne ca. 1347-1373
- Benoemd onder graaf Lodewijk van Male
  - Pierre Mazuyer 1374 - slechts benoemd, nooit bevestigd
  - Robert de Genève 1374-1378 - slechts benoemd, nooit bevestigd
  - Zeger van Beke 1378-1393
- Benoemd onder Filips de Stoute
  - Willem II Vernachten 1393-1397
  - Johannes II Canard september-oktober 1397 - verkozen, heeft niet aanvaard
  - Boudewijn II van Nieppe 1397-1410
- Benoemd onder Jan zonder Vrees
  - Raoul Mayer 1410-1437
- Benoemd onder Filips de Goede
  - Jan VI van Bourgondië 1438-1439
  - David van Bourgondië 1439-1451
  - Lodewijk van Bourbon 1451-1456
  - Gijsbrecht van Brederode 1456-1467
- Benoemd onder Karel de Stoute
  - Antonius Hanneron 1467-1490
- Benoemd onder Filips de Schone
  - Frans van Busleyden 1490-1502
  - Georg van Beieren 1502-1513
- Benoemd onder keizer Karel V
  - Jan van Heusden 1513-1520
  - Jan II Carondelet 1520-1543
  - Claude II Carondelet 1543-1564

Vanaf 1559 (in de praktijk slechts vanaf 1564) en tot op het einde van het ancien régime was de bisschop van Brugge tevens proost van het kapittel van de Sint-Donaaskathedraal en kanselier van Vlaanderen. Zie de lijst van bisschoppen van Brugge.

## Dekens van Sint-Donaas
Onmiddellijk onder de proost, was de hiërarchische overste van het kapittel, de deken. Onder hen:
- Haket († 1185)
- Egidius Bonin († 1290)
- Armand de Brevimonte († 1439)
- Karel van Overtvelt († 1499)
- Johannes Bonivicinus († 1519)
- Marcus Laurinus († 1540)

Dat de bisschop, als proost, het kapittel van de kathedraal mocht voorzitten, werd bij herhaling betwist door dekens van het kapittel, onder meer door deken Eugeen de Vicq onder bisschop François de Baillencourt.

## Lijst van grafelijke kanseliers van Vlaanderen
- Willem van Auxonne (ca. 1323-1333)
- Egidius Van den Houte (1349-1350)
- Mailinus van Nieppe (1350-1355)
- Zeger van Beke (1355-1366)
- Willem II Vernachten (1366-1372)
- Jan Blankart (1373-ca.1385)

Het ambt van grafelijk kanselier voor Vlaanderen werd afgeschaft en vervangen door dat van kanselier voor de Bourgondische Nederlanden.